# Segimon II Rákóczi
Segimon II Rákóczi (en hongarès Rákóczi Zsigmond, en romanès Sigismund Rákóczi) fou un voivoda (príncep) del Principat de Transsilvània entre els anys 1607 i 1608.
Segimon Rákóczi va néixer en el si de la influent família noble hongaresa de Transsilvània del Rákóczi. Fill del també noble János Rakoczi va servir des de molt jove a la cort dels successius voivodes transsilvans pertanyents a la família dels Bathory. Així va servir als exèrcits de Segimon Bathory en les seves successives campanyes contra els otomans i els imperials en la lluita que aquest va portar aquest contra ambdues potències de la regió per prendre el control de Transsilvània.
Igualment també va ser un destacat cap militar de la revolta que encapçalà Esteve Bocskay contra el domini que tenia Giorgio Basta sobre el Principat transsilvà, essent posteriorment un dels estrets col·laboradors d'aquest quan fou nomenat voivoda de Transsilvània. Quan Esteve Bocskay va ser assassinat fou nomenat successor d'aquest com a voivoda transsilvà l'11 de febrer de 1607, tot i que ell es mostrà contrari a ocupar el tro del Principat, ja que en aquell moment era un home d'edat avançada.
El temps que va estar al capdavant de Transsilvània no va poder assentar el seu poder i davant de la rebel·lió que estava a punt d'esclatar per part dels haiduks descontents i de Gabriel Bathory va decidir adbidcar en favor d'aquest el 6 de febrer de 1608, morint a finals d'aquell mateix any. El seu fill Jordi I Rákóczi fou també voivoda de Transsilvània.